# Saša Nestorović
Saša Nestorović (Zagreb,1964.) je hrvatski šef-dirigent, saksofonist.

## Životopis
Završio je Muzičku akademiju u klasi Josipa Nochte. Osvojio je brojne nagrade tijekom glazbenog školovanja a i kasnije kao što je nagrada Hrvatskog društva glazbenih umjetnika Darko Lukić, Nagrada festivala Splitsko ljeto, Judita i dr. Stalni je član Zagrebačkog kvarteta saksofona od 1989. godine. Nastupao je diljem Europe i SAD-a. Godine 1999. nastupio je prvi put unutar ansambla za suvremenu glazbu Acezantez, čiji je ostao član.

## Jazz orkestar
Saša Nestorović djeluje kao jazz glazbenik, saksofonist, skladatelj i docent na zagrebačkoj Muzičkoj akademiji. Od 1997. do 1999. godine dobio je priznanje Hrvatske glazbene unije za najistaknutijeg tenor i sopran-saksofonista. Predstavio je Hrvatsku u Big Bandu Europske radijske unije 1999. godine u Montrealu. Član je brojnih priznatih hrvatskih jazz sastava kao što su Zagreb Jazz Portrait, Boilers All Stars, New Deal. Jazz orkestar Hrvatske radiotelevizije vodi od 2007. godine.

## Ostalo
- "Neparožderi" - saksofon (2017.)